# Banyutus quarrei
Banyutus quarrei is een insect uit de familie van de mierenleeuwen (Myrmeleontidae), die tot de orde netvleugeligen (Neuroptera) behoort. 
Banyutus quarrei is voor het eerst wetenschappelijk beschreven door Navás in 1932.